# 3874 Стюарт
3874 Стюарт (3874 Stuart) — астероїд головного поясу, відкритий 4 жовтня 1986 року.
Тіссеранів параметр щодо Юпітера — 3,362.